# 清里車站
清里車站（日语：／ Kiyosato eki */?）是位於日本山梨縣北杜市高根町清里，屬於東日本旅客鐵道（JR東日本）的鐵路車站。本站的海拔達1,275公尺，是JR集團的所有車站中海拔第二高的車站，也是山梨縣内最高的鐵路車站。

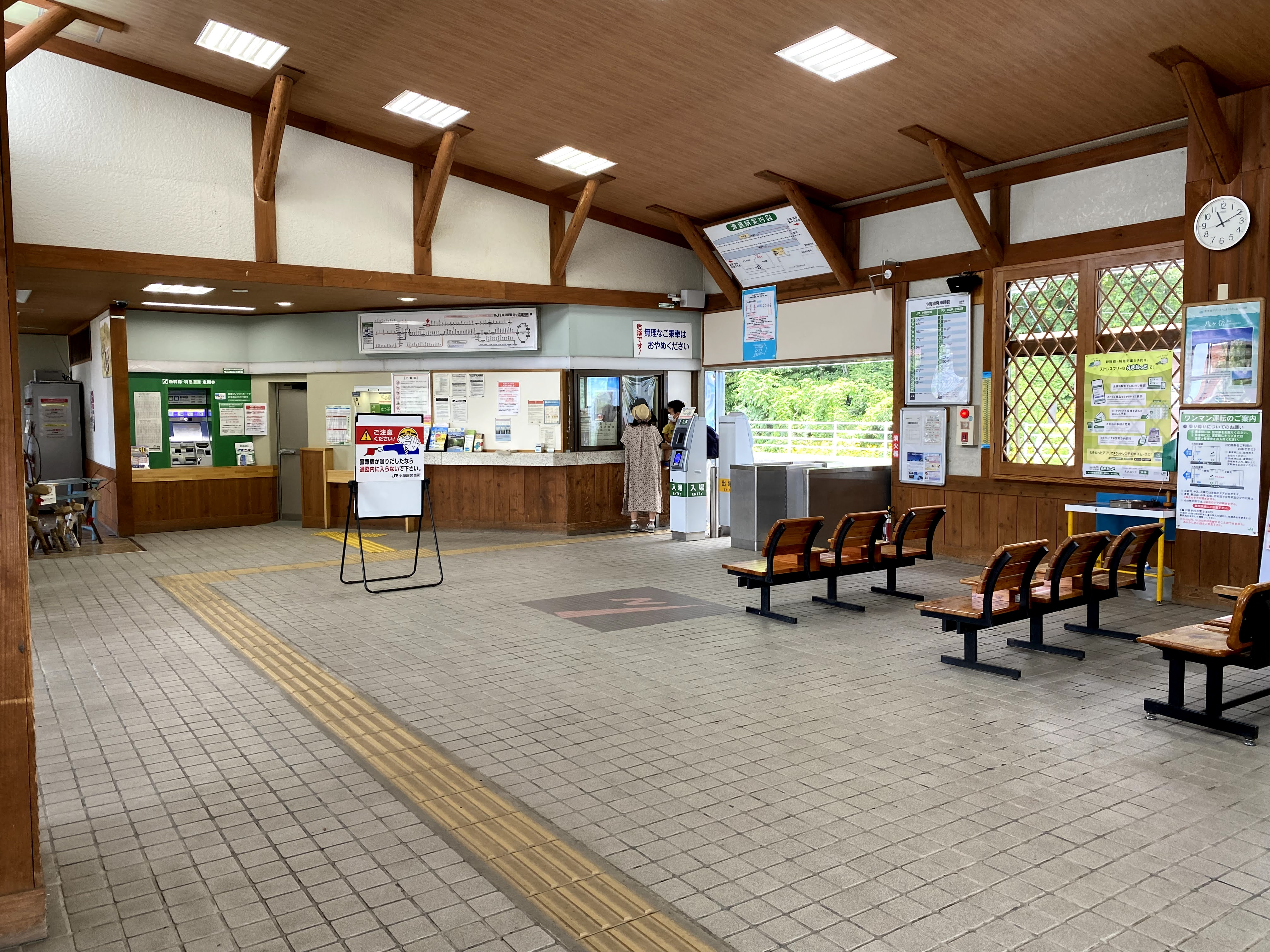
車站內部(2021年8月)

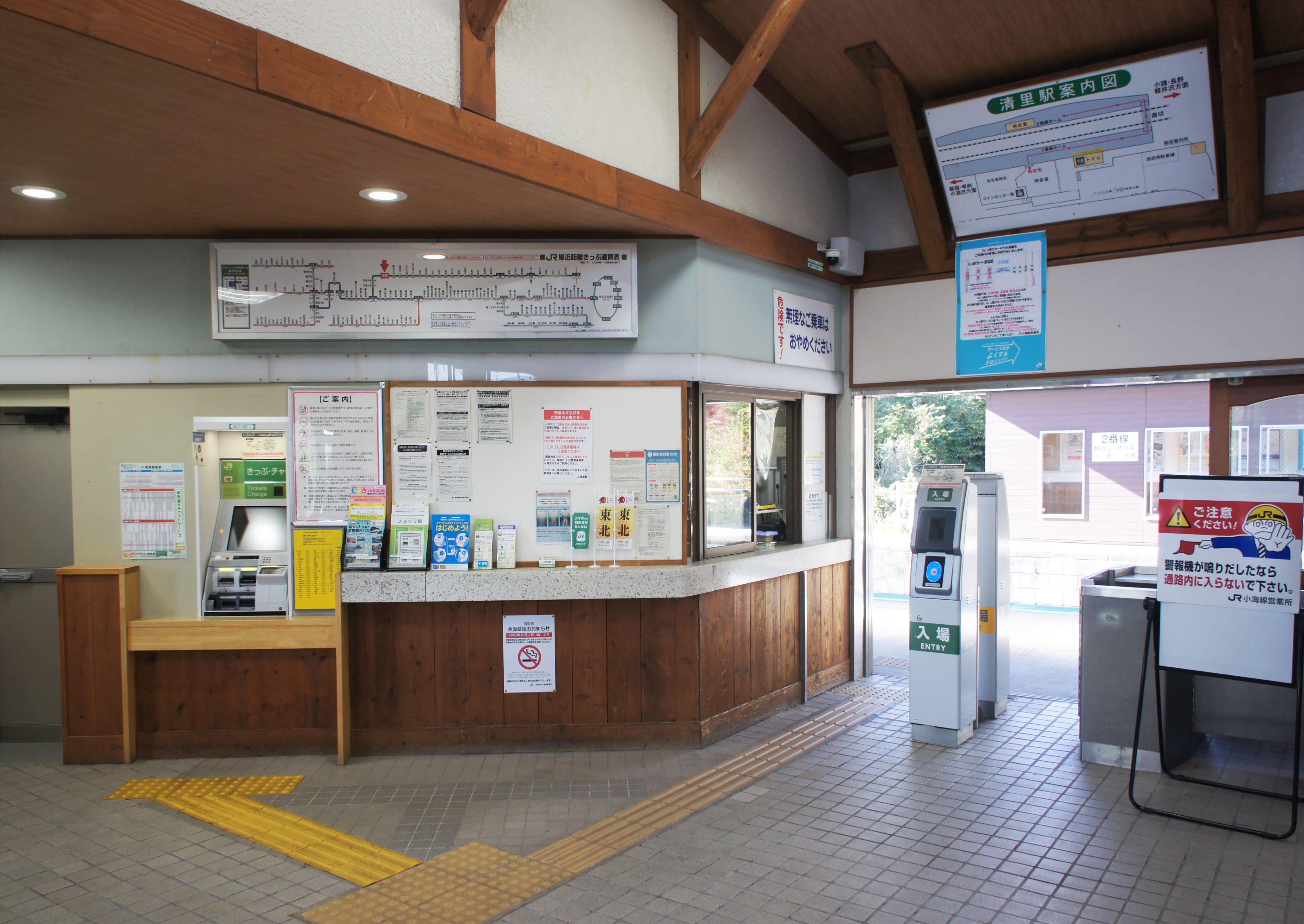
驗票口(2021年10月)

## 車站構造

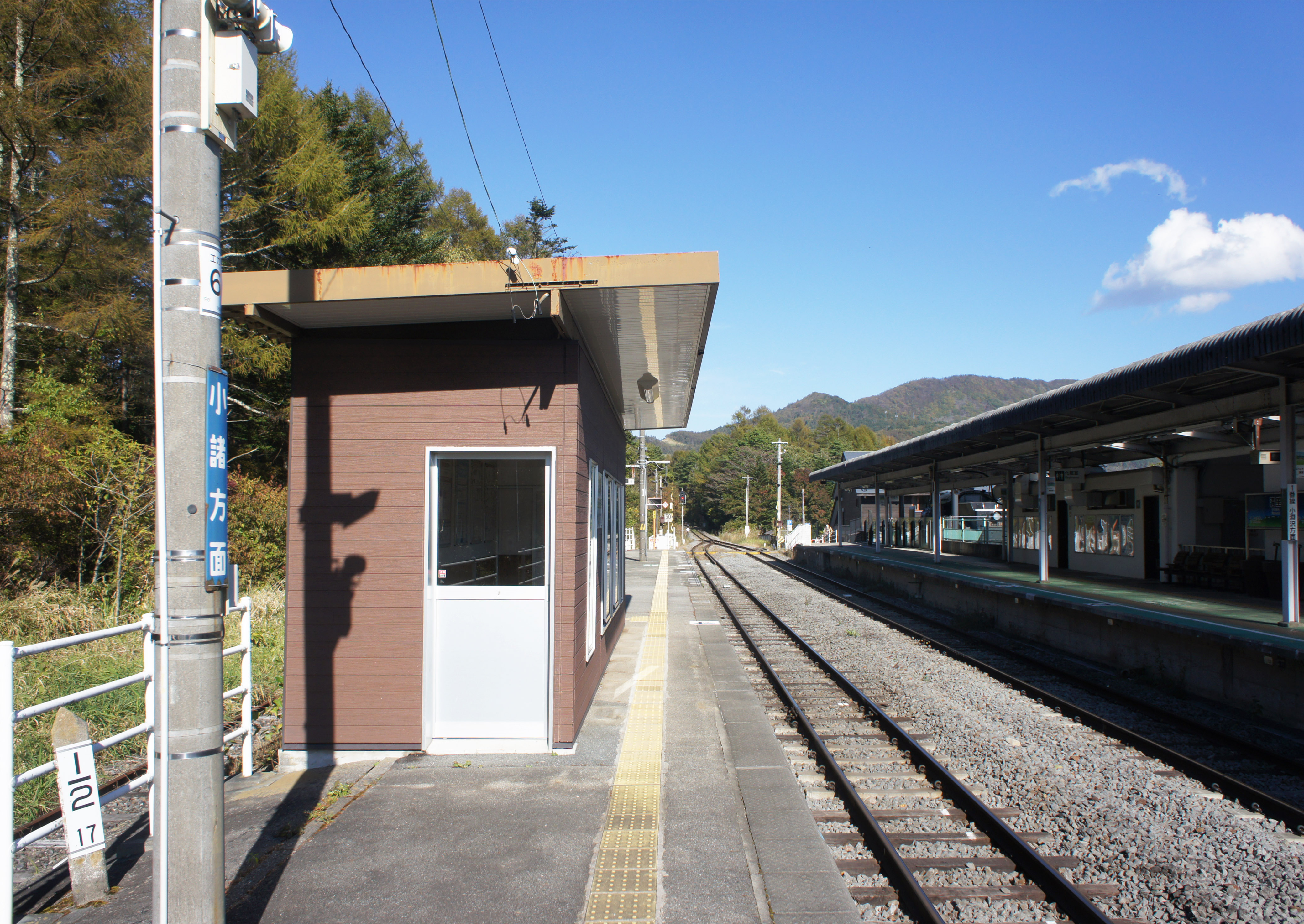
月台(2021年10月)

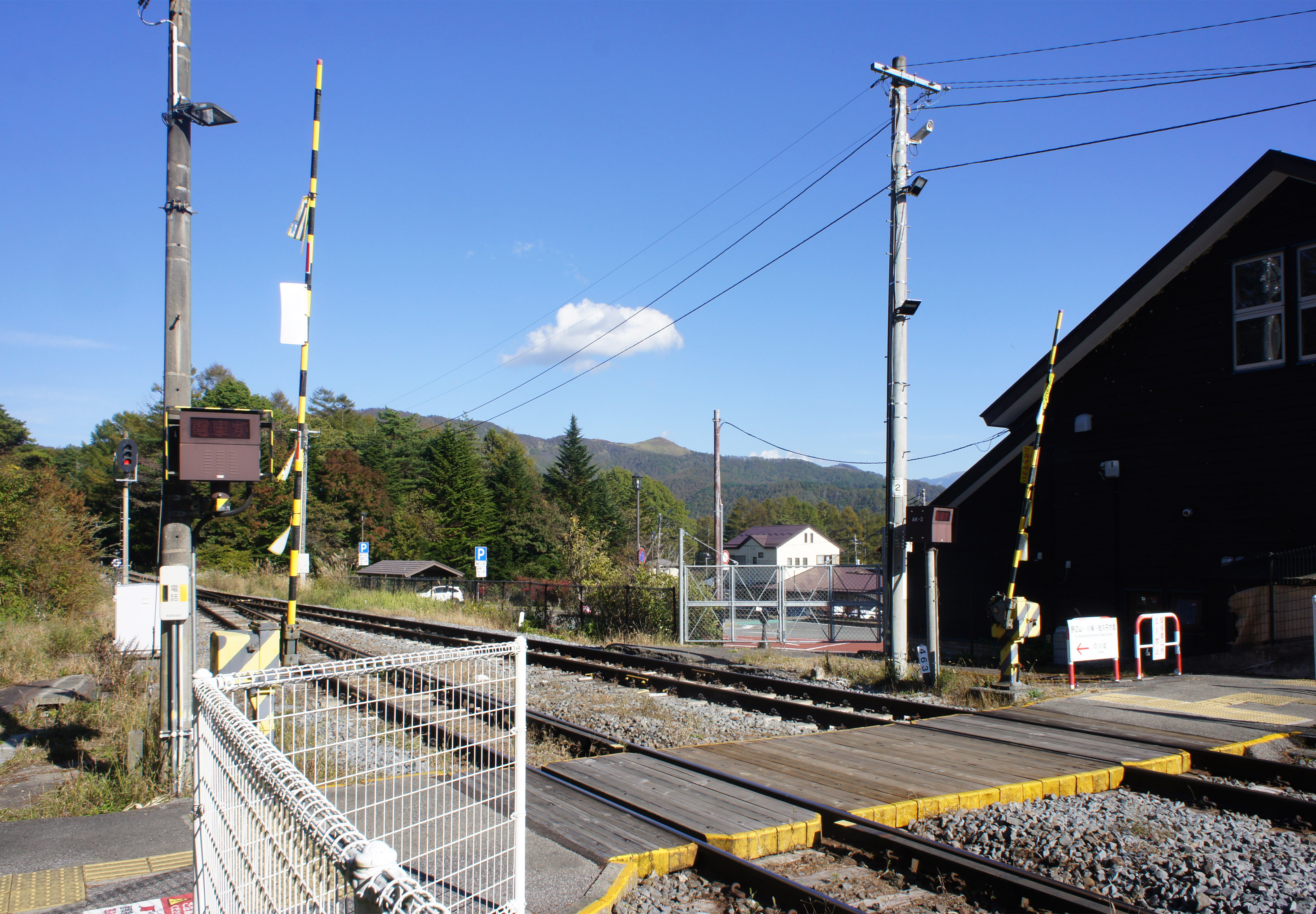
平交道(2022年2月)

本站為側式月台2面2線的地面車站。月台的兩側透過站內的平交道來連接。此站設有綠色窗口和車票自動販賣機。

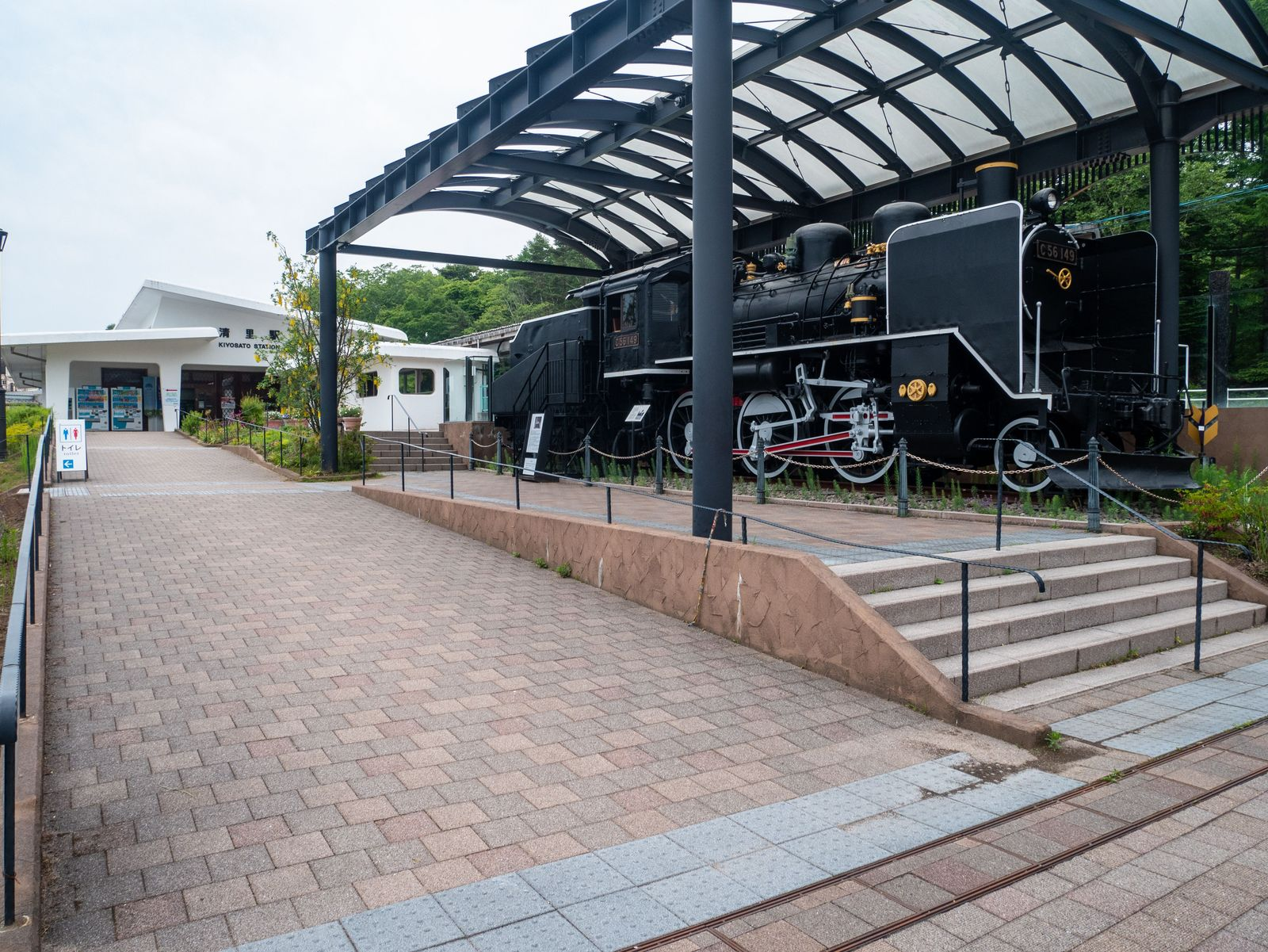
在清里車站前進行靜態展示的日本國鐵C56型蒸汽機車。

### 月台配置
| 月台 | 路線    | 方向 | 目的地         |
| ---- | ------- | ---- | -------------- |
| 1    | ■小海線 | 上行 | 小淵澤方向     |
| 2    | ■小海線 | 下行 | 小海、小諸方向 |

（來源：JR東日本:車站構內圖 （页面存档备份，存于））

## 使用情況
根據JR東日本，2019年（令和元年）度1日平均上車人次為175人。
近年的推移如下表。
| 上車人次推移       | 上車人次推移     | 上車人次推移    |
| 年度               | 1日平均 上車人次 | 來源            |
| ------------------ | ---------------- | --------------- |
| 2000年（平成12年） | 373              | [ 利用客数 2 ]  |
| 2001年（平成13年） | 344              | [ 利用客数 3 ]  |
| 2002年（平成14年） | 339              | [ 利用客数 4 ]  |
| 2003年（平成15年） | 330              | [ 利用客数 5 ]  |
| 2004年（平成16年） | 304              | [ 利用客数 6 ]  |
| 2005年（平成17年） | 292              | [ 利用客数 7 ]  |
| 2006年（平成18年） | 279              | [ 利用客数 8 ]  |
| 2007年（平成19年） | 305              | [ 利用客数 9 ]  |
| 2008年（平成20年） | 326              | [ 利用客数 10 ] |
| 2009年（平成21年） | 295              | [ 利用客数 11 ] |
| 2010年（平成22年） | 268              | [ 利用客数 12 ] |
| 2011年（平成23年） | 271              | [ 利用客数 13 ] |
| 2012年（平成24年） | 249              | [ 利用客数 14 ] |
| 2013年（平成25年） | 234              | [ 利用客数 15 ] |
| 2014年（平成26年） | 208              | [ 利用客数 16 ] |
| 2015年（平成27年） | 219              | [ 利用客数 17 ] |
| 2016年（平成28年） | 222              | [ 利用客数 18 ] |
| 2017年（平成29年） | 192              | [ 利用客数 19 ] |
| 2018年（平成30年） | 186              | [ 利用客数 20 ] |
| 2019年（令和元年） | 175              | [ 利用客数 1 ]  |

## 历史
- 1933年7月27日：在國鐵小海線由小淵澤車站至本站間的路段通車同時啟用[2]。
- 1970年10月1日：停止辦理貨運業務。
- 1987年4月1日：國鐵分割民營化，由JR東日本繼承。

## 相鄰車站
東日本旅客鐵道
■小海線
甲斐大泉－清里－野邊山

### 使用情況
1. 1 2  各駅の乗車人員（2019年度） （页面存档备份，存于） - JR東日本
2. ↑  各駅の乗車人員（2000年度） （页面存档备份，存于） - JR東日本
3. ↑  各駅の乗車人員（2001年度） （页面存档备份，存于） - JR東日本
4. ↑  各駅の乗車人員（2002年度） （页面存档备份，存于） - JR東日本
5. ↑  各駅の乗車人員（2003年度） （页面存档备份，存于） - JR東日本
6. ↑  各駅の乗車人員（2004年度） （页面存档备份，存于） - JR東日本
7. ↑  各駅の乗車人員（2005年度） （页面存档备份，存于） - JR東日本
8. ↑  各駅の乗車人員（2006年度） （页面存档备份，存于） - JR東日本
9. ↑  各駅の乗車人員（2007年度） （页面存档备份，存于） - JR東日本
10. ↑  各駅の乗車人員（2008年度） （页面存档备份，存于） - JR東日本
11. ↑  各駅の乗車人員（2009年度） （页面存档备份，存于） - JR東日本
12. ↑  各駅の乗車人員（2010年度） （页面存档备份，存于） - JR東日本
13. ↑  各駅の乗車人員（2011年度） （页面存档备份，存于） - JR東日本
14. ↑  各駅の乗車人員（2012年度） （页面存档备份，存于） - JR東日本
15. ↑  各駅の乗車人員（2013年度） （页面存档备份，存于） - JR東日本
16. ↑  各駅の乗車人員（2014年度） （页面存档备份，存于） - JR東日本
17. ↑  各駅の乗車人員（2015年度） （页面存档备份，存于） - JR東日本
18. ↑  各駅の乗車人員（2016年度） （页面存档备份，存于） - JR東日本
19. ↑  各駅の乗車人員（2017年度） （页面存档备份，存于） - JR東日本
20. ↑  各駅の乗車人員（2018年度） （页面存档备份，存于） - JR東日本

## 外部連結
- 車站資訊（清里）：東日本旅客鐵道